# ملعب فالي باريد
فالي باريد (بالإنجليزية: Valley Parade)، والمعروف حاليًا باسم استاد جامعة برادفورد (بالإنجليزية: University of Bradford Stadium) لأسباب تتعلق بالرعاية، هو ملعب لكرة القدم مخصص بالكامل لجلوس الجماهير يقع في برادفورد، ويست يوركشير، إنجلترا. تم بناء الملعب في عام 1886 ليكون مقرًا لنادي مانينغهام للرجبي؛ وظل كذلك حتى عام 1903، عندما غيّر النادي نوع اللعبة من دوري الرجبي إلى كرة القدم، وأصبح يسمى برادفورد سيتي. منذ ذلك الحين أصبح فالي باريد الملعب الرئيسي لبرادفورد سيتي، وهو مملوك حاليًا لصندوق التقاعد التابع لرئيس النادي السابق غوردون جيب.
استضاف الملعب أيضًا نادي برادفورد بارك أفينيو لموسم واحد، وفريق الرجبي برادفورد بولز لموسمين، بالإضافة إلى عدد من مباريات منتخب إنجلترا لكرة القدم للشباب. في عام 1908، تم تكليف مهندس الملاعب أرشيبالد ليتش بإعادة تطوير الملعب عندما صعد برادفورد سيتي إلى دوري الدرجة الأولى الإنجليزي.
لم تُجرَ تغييرات كثيرة على الملعب حتى حادثة حريق ملعب برادفورد سيتي في 11 مايو 1985، والتي أودت بحياة 56 مشجعًا وأسفرت عن إصابة ما لا يقل عن 265 آخرين. كان قد تم إعلان المدرج المعني رسميًا بأنه "مدرج غير آمن"، وكان من المقرر استبداله بهيكل فولاذي بعد نهاية الموسم. نشر أوليفر بوبلويل تقرير التحقيق العام حول الحادثة، مما أدى إلى إدخال تشريعات جديدة تتعلق بسلامة الملاعب في جميع أنحاء إنجلترا. وبعد الحريق، خضع الملعب لعملية إعادة تطوير بلغت تكلفتها 2.6 مليون جنيه إسترليني، وأُعيد افتتاحه في ديسمبر 1986.
شهد الملعب تغييرات كبيرة في تسعينيات القرن العشرين وبداية الألفية الجديدة، وأصبح يستوعب الآن 25,136 متفرجًا. وقد سُجّل الرقم القياسي للحضور الجماهيري في الملعب والبالغ 39,146 متفرجًا خلال مباراة كأس الاتحاد الإنجليزي ضد بيرنلي عام 1911، وهو أقدم رقم قياسي للحضور لا يزال قائمًا في أي ملعب تابع لدوري كرة القدم في إنجلترا. أما أعلى حضور جماهيري في شكله الحالي، فقد بلغ 24,343 متفرجًا في مباراة ودية قبل بداية الموسم ضد ليفربول عام 2019. وفي عام 2022، تغير اسم الملعب بسبب اتفاقية رعاية مع جامعة برادفورد.